# Myotis sodalis
Myotis sodalis är en fladdermusart som beskrevs av Miller och Allen 1928. Myotis sodalis ingår i släktet Myotis och familjen läderlappar. Inga underarter finns listade i Catalogue of Life.
Artepitet sodalis är det latinska ordet för kamrat. Det syftar på de stora kolonierna vid viloplatsen.

## Utseende
Denna fladdermus blir 41 till 49 mm lång (huvud och bål), har en 27 till 44 mm lång svans och väger 5 till 11 g. Artens vingspann är 240 till 267 mm. Den mjuka pälsen har på ovansidan en mörk gråbrun till svartbrun färg, vid buken är pälsen rosa till kanelbrun. I motsats till nära besläktade arter har Myotis sodalis en böjd sporre (calcar) vid bakfötterna.

## Utbredning och habitat
Arten förekommer i östra USA från Kansas och Oklahoma till Maine och södra Alabama. Den lever i olika habitat. Jakten efter insekter sker ofta vid vattendrag eller vid insjöarnas strandlinjer. Myotis sodalis jagar även i skogar eller vid andra trädansamlingar.

## Ekologi
Denna fladdermus uppsöker före vintern större grottor. Arten ställer ganska höga krav på övervintringsplatsen. Myotis sodalis föredrar fuktiga kyliga grottor med en konstant temperatur på 2 till 7 °C. Mellan grottan och området där en viss population lever på sommaren kan ligga 575 km. I grottan bildas stora kolonier med upp till 30 000 medlemmar. Vanligen är kolonin uppdelad i grupper med cirka 5 000 individer som håller tät intill varandra vinterdvala. Individernas kroppstemperatur kan variera mellan 5 och 35 °C och den ligger vanligen 1 till 1,5 °C över områdets temperatur.
Under den varma årstiden används även andra viloplatser som trädens håligheter eller lösa barkskivor.
På natten fångar arten olika insekter. Ibland äter denna fladdermus insekter med en vikt som motsvarar hälften av sin egen vikt.
Parningen sker under hösten och sedan förvaras sädescellerna i honans könsdelar. Äggens befruktning äger under våren rum. Före ungens födelse bildar honor kolonier med cirka 100 medlemmar som är skilda från hanarna. Ungen diar sin mor 25 till 37 dagar. Livslängden går vanligen upp till 14 år och sällan upp till 20 år.

## Hot och status
På grund av artens höga krav finns bara ett fåtal grottor där den kan gå i ide. När fladdermusen störs förbrukar den energi som behövs för att överleva. IUCN uppskattar att hela beståndet minskade med 50 procent under de senaste 10 åren och listar Myotis sodalis som starkt hotad (EN).

## Bildgalleri

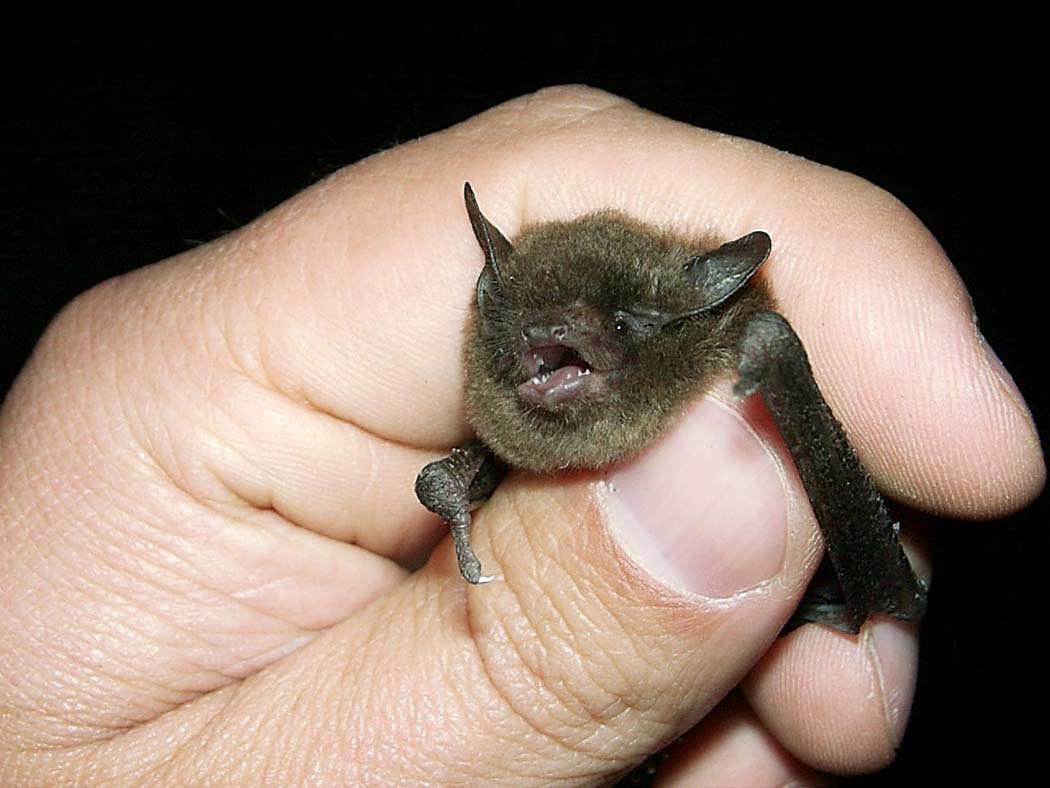
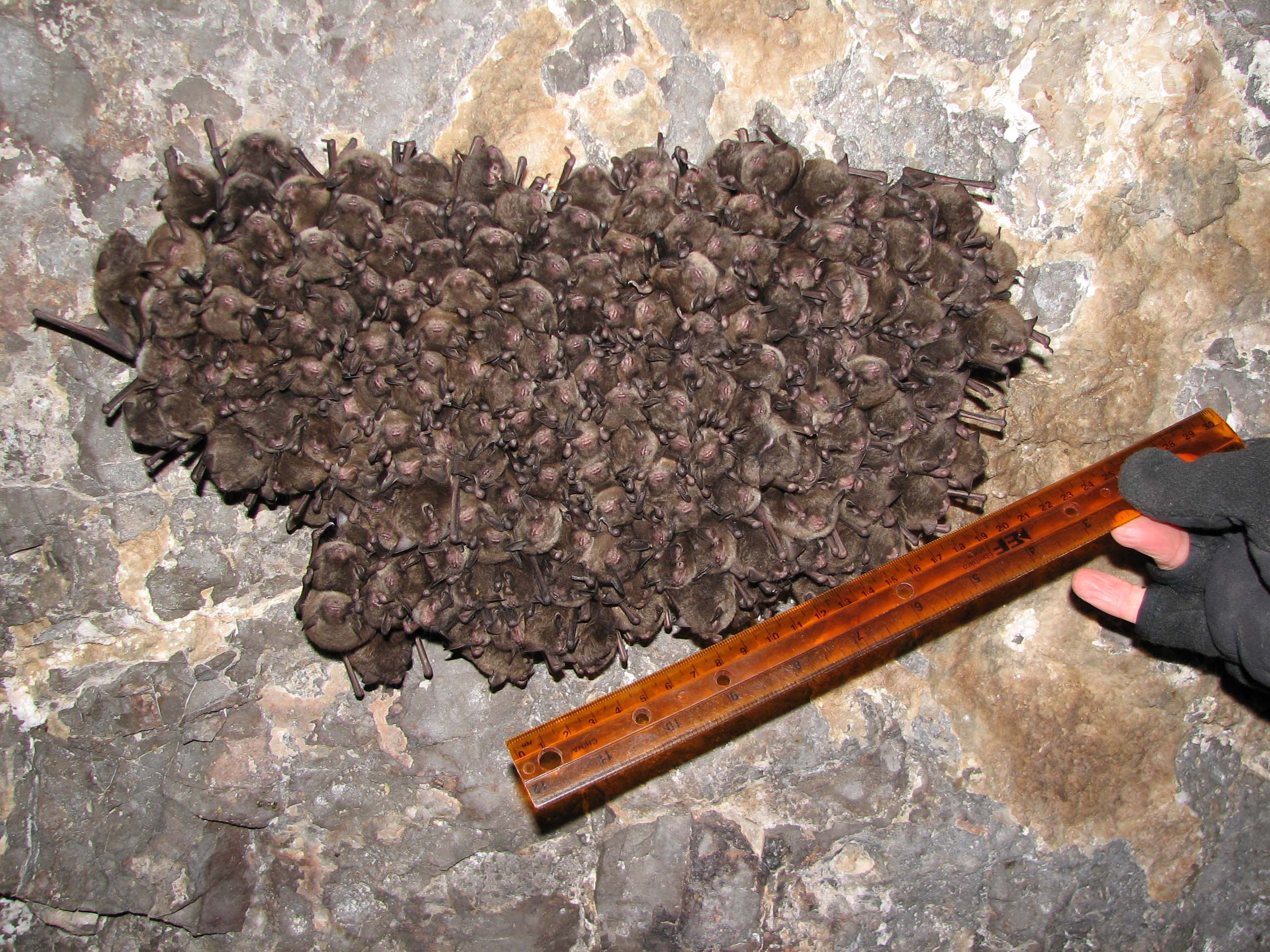
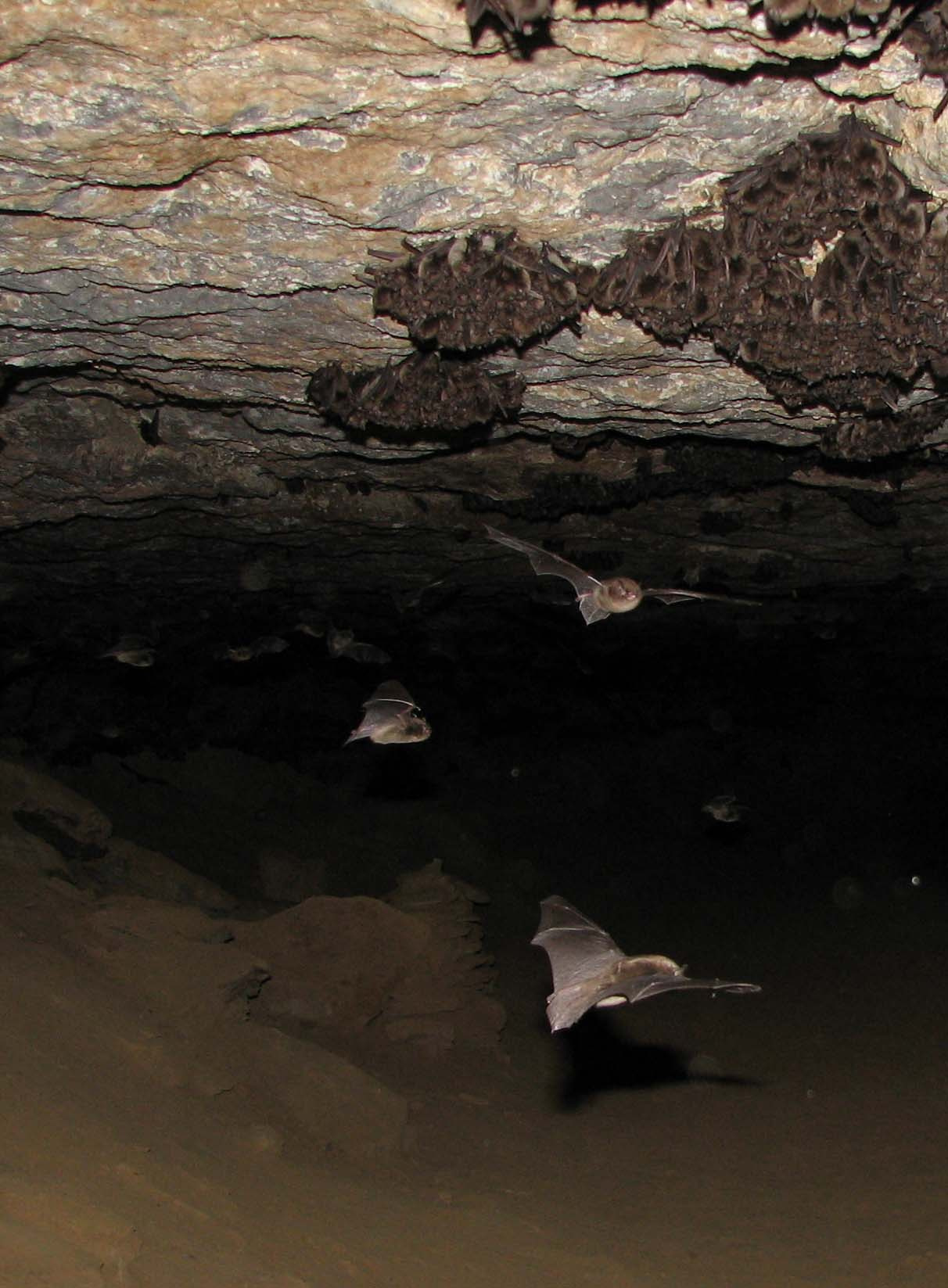
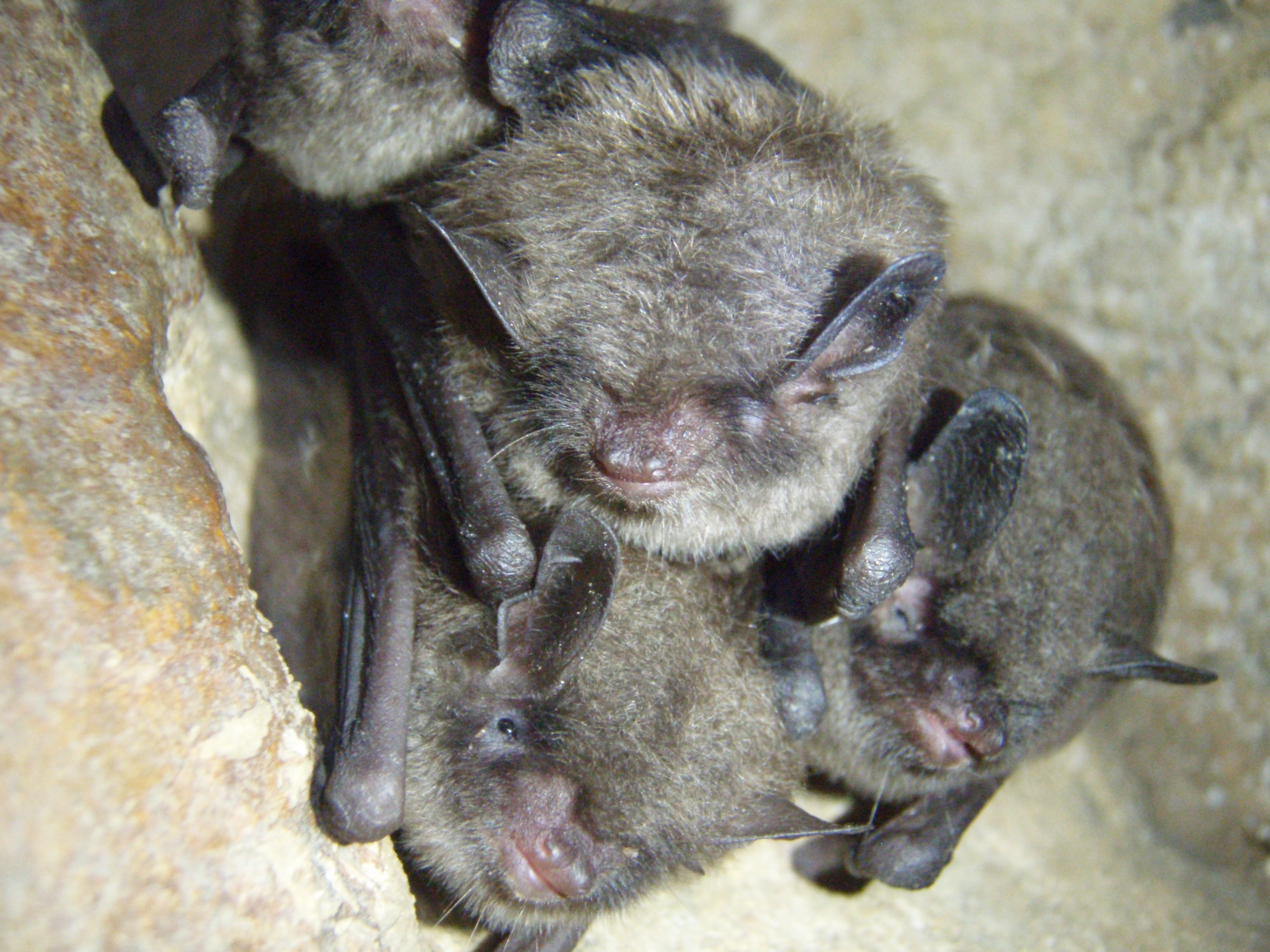
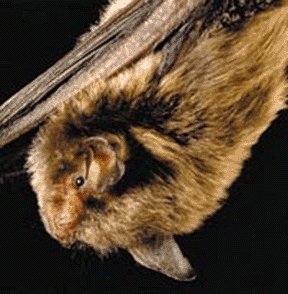